# Сторль, Максимилиан Викентий Людовик
 Максимилиан Викентий Людовик Сторль (1761—1813) — профессор Казанского университета по кафедре греческого языка и греческой словесности.

## Биография
Родился в 1761 году, в Праге. Учился в Венском университете, где получил степень доктора философии и магистра словесных наук.
До вызова в Россию жил в Дрездене. Как видно из слов Сторля в одном из писем к попечителю Казанского учебного округа Румовскому, у него был обширный круг знакомств в русской и польской аристократии, с представителями которой он встречался при венском и дрезденском дворах. Протекция графа д’Антрега, известного советника русского посольства в Дрездене, рекомендовавшего Сторля, в качестве обладающего крупными достоинствами учёного, а в особенности авторитет влиятельного князя Адама Чарторижского, попечителя Виленского учебного округа, переславшего к Румовскому литературные опыты Сторля в греческом языке и литературе, и послужили ближайшей причиной состоявшегося 30 мая 1805 года назначения его профессором по кафедре греческого языка и греческой словесности во вновь открытый Казанский университет, куда он и явился 11 ноября того же года. В определении Сторля на русскую службу его личные связи сыграли гораздо большую роль, нежели его научные заслуги и учёное имя, что видно из образцов его научных работ, представленных Румовскому: перевод на латинский, французский и итальянский языки небольшого гомерического гимна Вакху («Homeri carmina». Edit. Didot. 1838, p. 560—567), не снабжённого даже комментариями, которые свидетельствовали бы о знаниях и критическом таланте ученого, и небольшое «рассуждение» на немецком языке «Начертание нравственного воспитания по образцу Эпиктета». Насколько несерьезно Сторль смотрел на главное своё дело и как легко относился вообще к принимаемым на себя обязанностям, видно из того, что в свободное время он брался читать основания алгебры и геометрии (без применения, однако, к инженерному искусству и артиллерии) и даже открыл курс изящной словесности (cours de belles-lettres) по языкам французскому, немецкому, английскому, итальянскому и испанскому. Языки, действительно, он знал в совершенстве, но как в математике, так и в литературах разных народов имел лишь самые поверхностные познания.
В 1806 году, 8 ноября, он был назначен (первым по времени) библиотекарем Казанского университета, с поручением привести библиотеку в порядок, разделить её по содержанию книг на библиотеки университетскую и гимназическую и составить для той и другой каталоги; в помощь ему был дан, со званием помощника библиотекаря, студент П. С. Кондырев (впоследствии профессор Казанского университета). К этой работе он был среди казанской профессорской коллегии действительно наиболее подходящим лицом, если не как библиограф, то как знаток многих языков и как человек с дилетантскими, по разнообразными сведениями.
Умер на службе 27 января (8 февраля) 1813 года.